# Ecclesiam a Jesu Christo
Ecclesiam a Jesu Christo („Die Kirche Jesu Christi“) ist eine Bulle von Papst Pius VII. Die Bulle vom 13. September 1821 behandelt in erster Linie die Exkommunikation der Freimaurer und die Verbreitung freimaurerischer Schriften.
Bereits Papst Clemens XII. hatte 1738 in der Bulle In eminenti apostolatus specula  die Freimaurerei scharf verurteilt, nach ihm Papst Benedikt XIV. 1751 in der Bulle Providas romanorum. Die Bulle Ecclesiam a Jesu Christo brachte die Freimaurerei auch mit der in Italien entstandenen Gruppe der Carbonari in Verbindung, denen man Indifferenz in geistlichen Fragen vorwarf, den Willen, die Kirche zu spalten und letztlich zu zerstören, die Verweltlichung Jesu Christi insbesondere durch die Art ihrer Riten, die Verhöhnung der Sakramente, und die Verbündung gegen den Primat des Papstes.
In diesem Zusammenhang ordnet der Papst über die Exkommunikation hinaus an, die Schriften und Bücher jener Gruppen nicht zu lesen oder als gedruckte oder handschriftliche Werke weiterzuverbreiten.
Historisch wird die Bulle vor allem als Abwehrversuch gegen die Carbonari gesehen, die als Anhänger der italienischen Nationalbewegung des Risorgimento den Fortbestand des Kirchenstaats gefährdeten. Die Bulle entstand auch auf Druck Metternichs, der sie als komplementär zum militärischen Eingreifen Österreichs in Neapel zur Aufrechterhaltung des Ancien Régime sah.

## Textausgabe
- Pius VII.: Ecclesiam a Jesu Christo. Rom 1821 (Digitalisat des Exemplars der Österreichischen Nationalbibliothek durch Google Books).